# Tiszaalpár
Tiszaalpár ist eine ungarische Großgemeinde im Kreis Tiszakécske im Komitat Bács-Kiskun.
Tiszaalpár entstand im April 1973 durch den Zusammenschluss der Orte Alpár und Tiszaújfalu. Zur Großgemeinde gehören mehrere Ortsteile wie Árpádtelep, Tiszatáj Tsz-lakótelep, Istvánújfalu und Borsihalom.

## Geografische Lage
Tiszaalpár liegt fünfzehn Kilometer südwestlich der Kreisstadt Tiszakécske und gut vierundzwanzig Kilometer südöstlich des Komitatssitzes Kecskemét an einem toten Arm des Flusses Theiß. Nachbargemeinden sind Lakitelek, Tiszaug, Tiszasas, Csongrád, Kiskunfélegyháza und Nyárlőrinc.

## Geschichte
Im Jahr 1907 gab es in der damaligen Großgemeinde Alpár 603 Häuser und 3537 Einwohner auf einer Fläche von 6172 Katastraljochen. Sie gehörte zu dieser Zeit zum Bezirk Kiskunfélegyháza im Komitat Pest-Pilis-Solt-Kiskun. In der Großgemeinde Tiszaújfalu gab es im selben Jahr
217 Häuser und 1653 Einwohner auf einer Fläche von 9743 Katastraljochen. Sie gehörte wie Alpár zum Bezirk Kiskunfélegyháza im Komitat Pest-Pilis-Solt-Kiskun.

## Gemeindepartnerschaften
- Kjellerup, Dänemark
- Torda (Торда), Serbien

## Söhne und Töchter der Gemeinde
- Lajos Kádár (1896–1982), Schriftsteller
- Mihály Bársony (1915–1989), Musiker
- Zoltán Kásás (* 1946), Wasserballspieler

## Sehenswürdigkeiten
- Árpád-Statue, erschaffen 1996
- Erzsébet-Berecz-Büste
- Freilichtmuseum (Rekonstruktion einer Siedlung aus der Árpádenzeit)
- Gedenkpark der Märtyrer von Arad
- Gedenksäule zur 900-Jahr-Feier, errichtet 1975
- Lajos-Kádár-Gedenkzimmer
- Mihály-Bársony-Denkmal
- Nepomuki-Szent-János-Statue, erschaffen 1780
- Reformierte Kirche, erbaut 1936–1937 nach Plänen von Rókus Viktor
- Römisch-katholische Kirche Jótanács Anyja, erbaut 1752–1755 im barocken Stil
- Römisch-katholische Kirche Szent István király, erbaut 1937–1939 (im Ortsteil Tiszaújfalu)
- Römisch-katholische Klosterkirche Jézus Szíve, erbaut 1937–1943
- Sándor-Petőfi-Büste
- Trianon-Denkmal
- Weltkriegsdenkmal

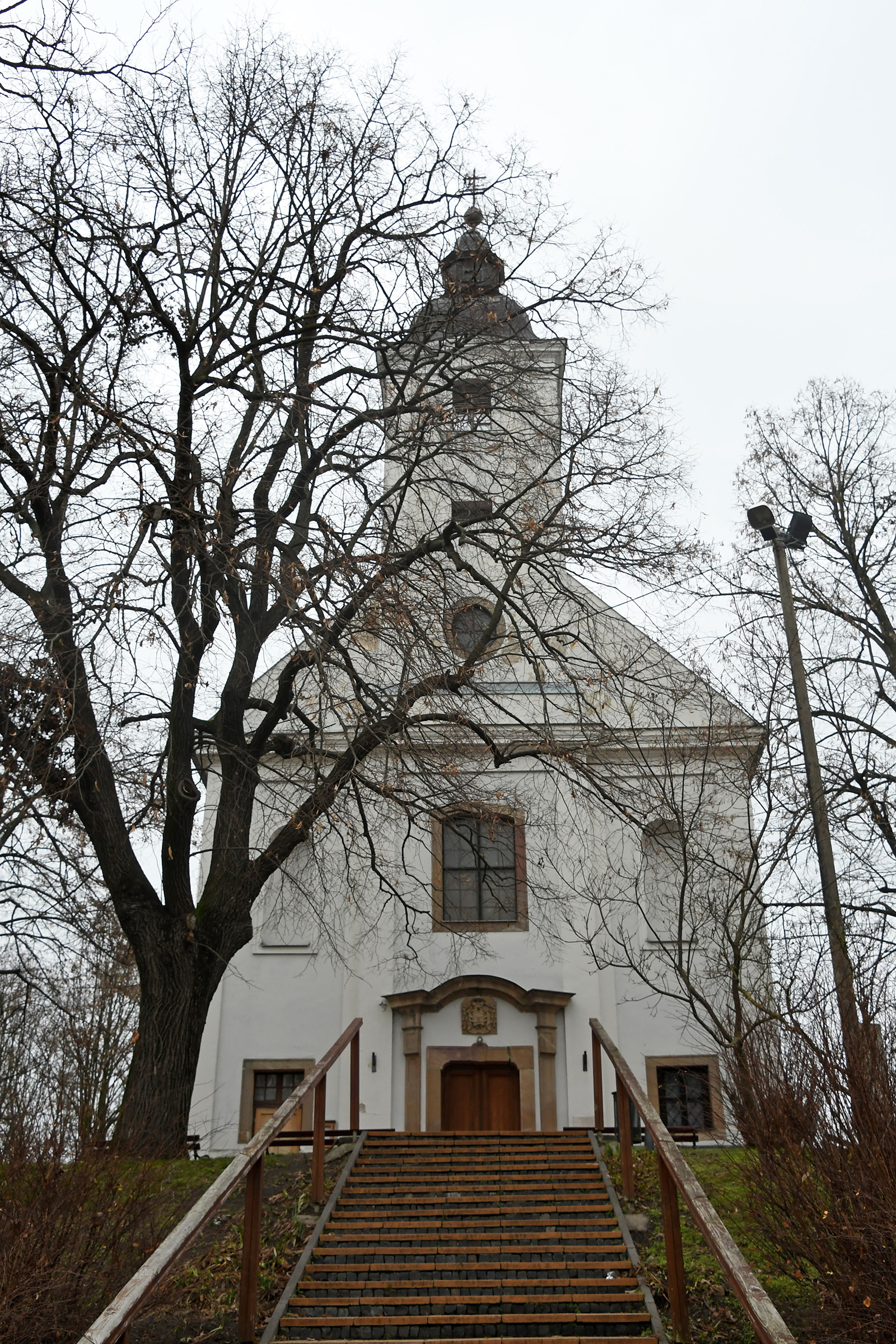
Röm.-kath. Kirche Jótanács Anyja
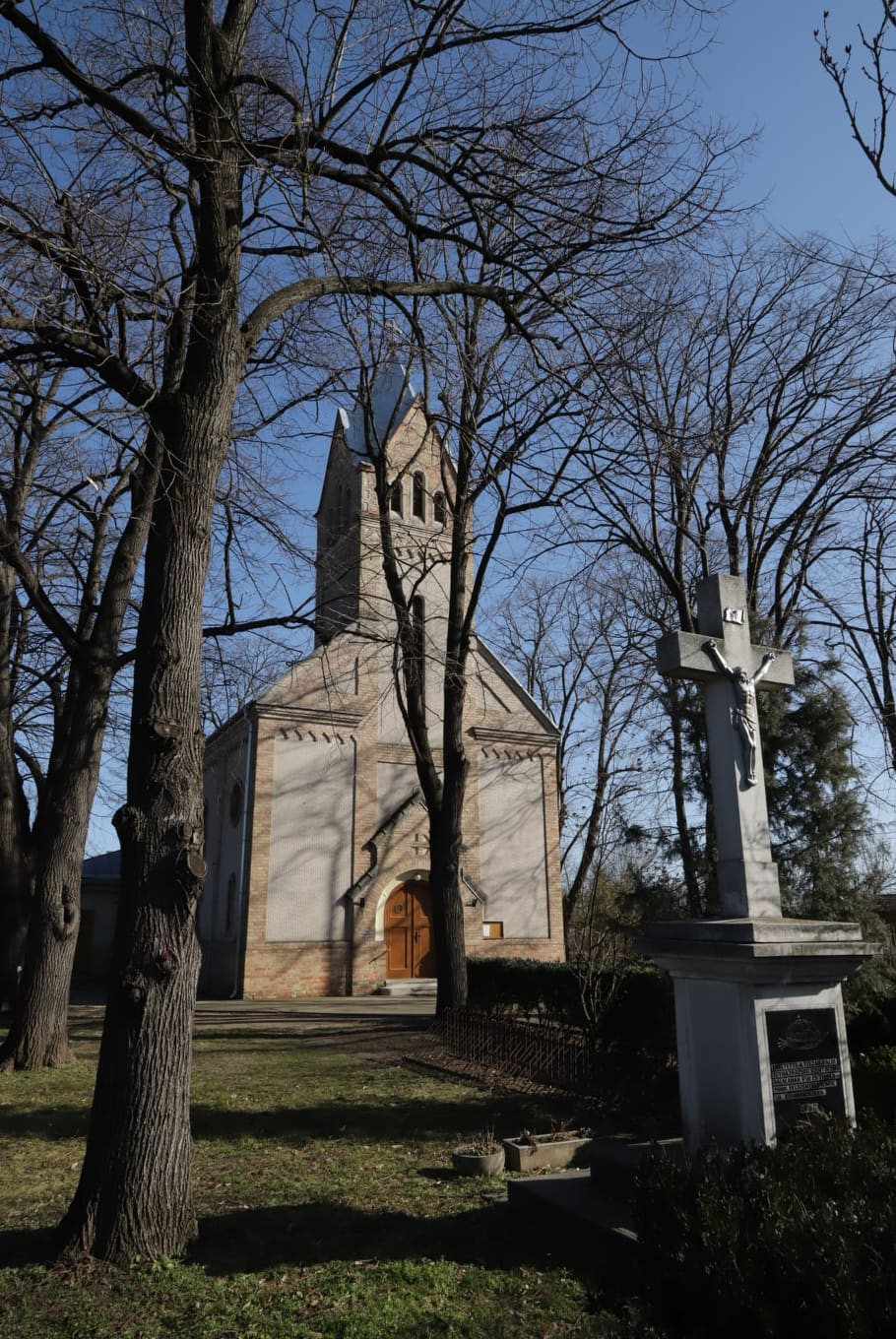
Röm.-kath. Kirche Szent István király
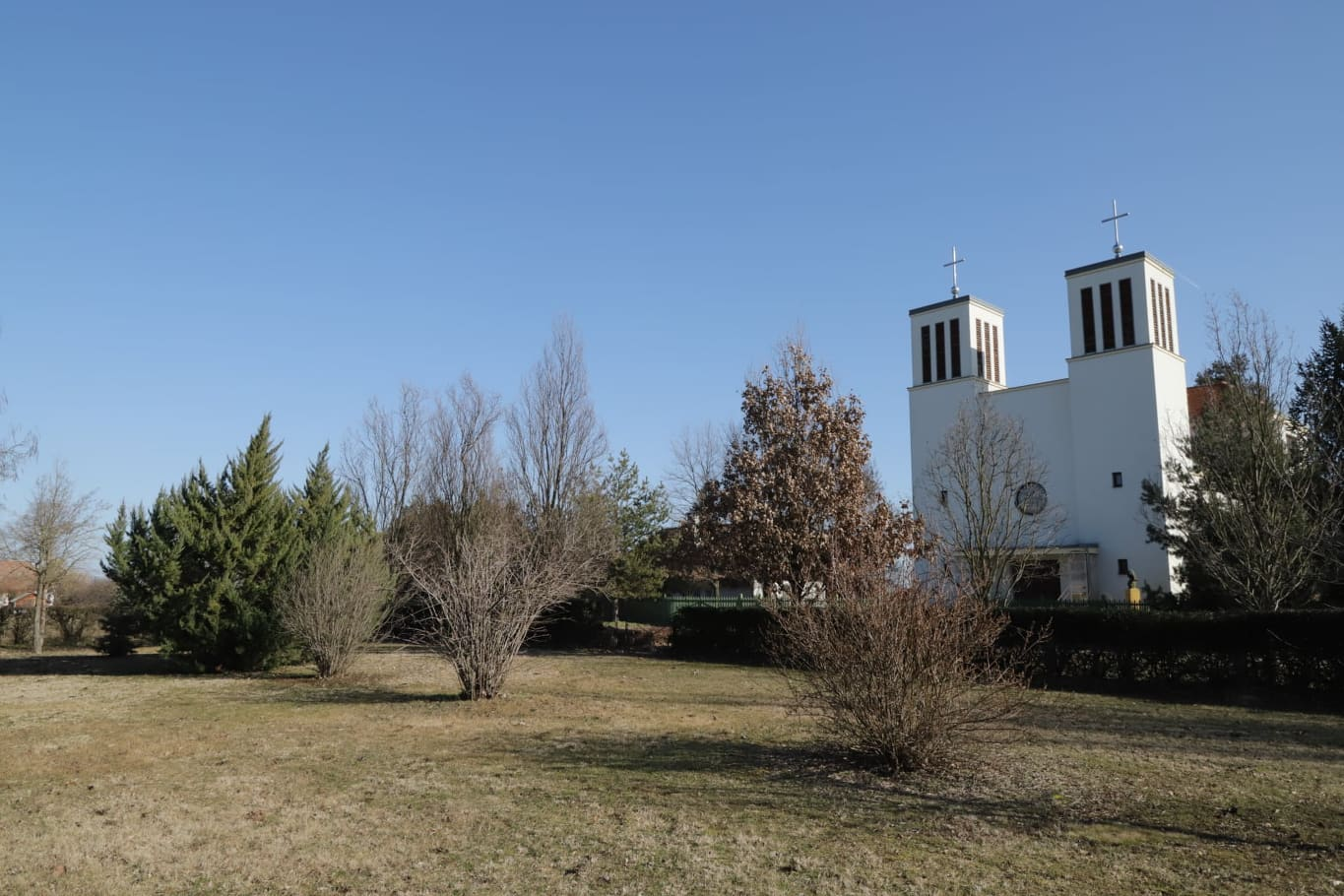
Röm.-kath. Klosterkirche Jézus Szíve
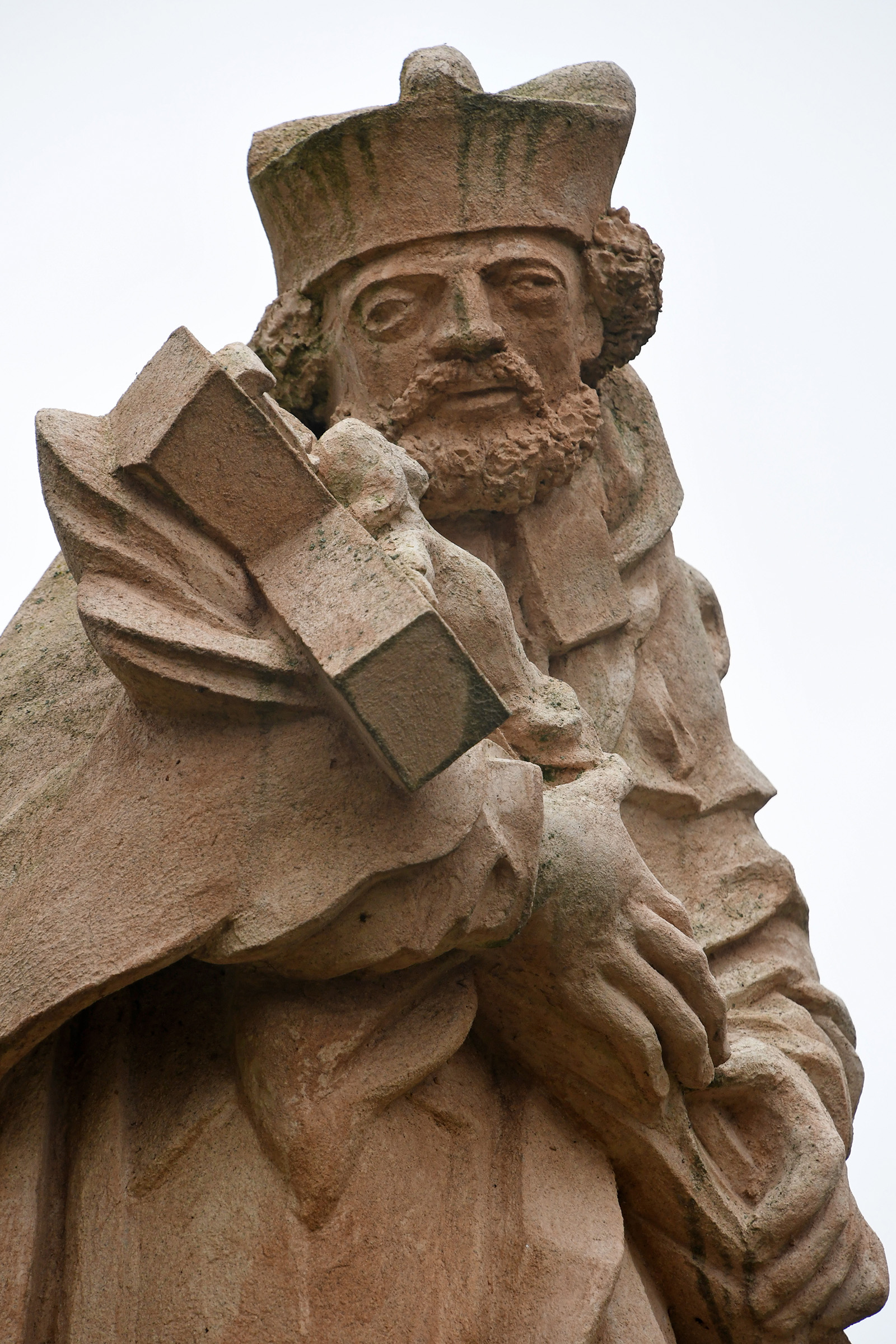
Nepomuki-Szent-János-Statue
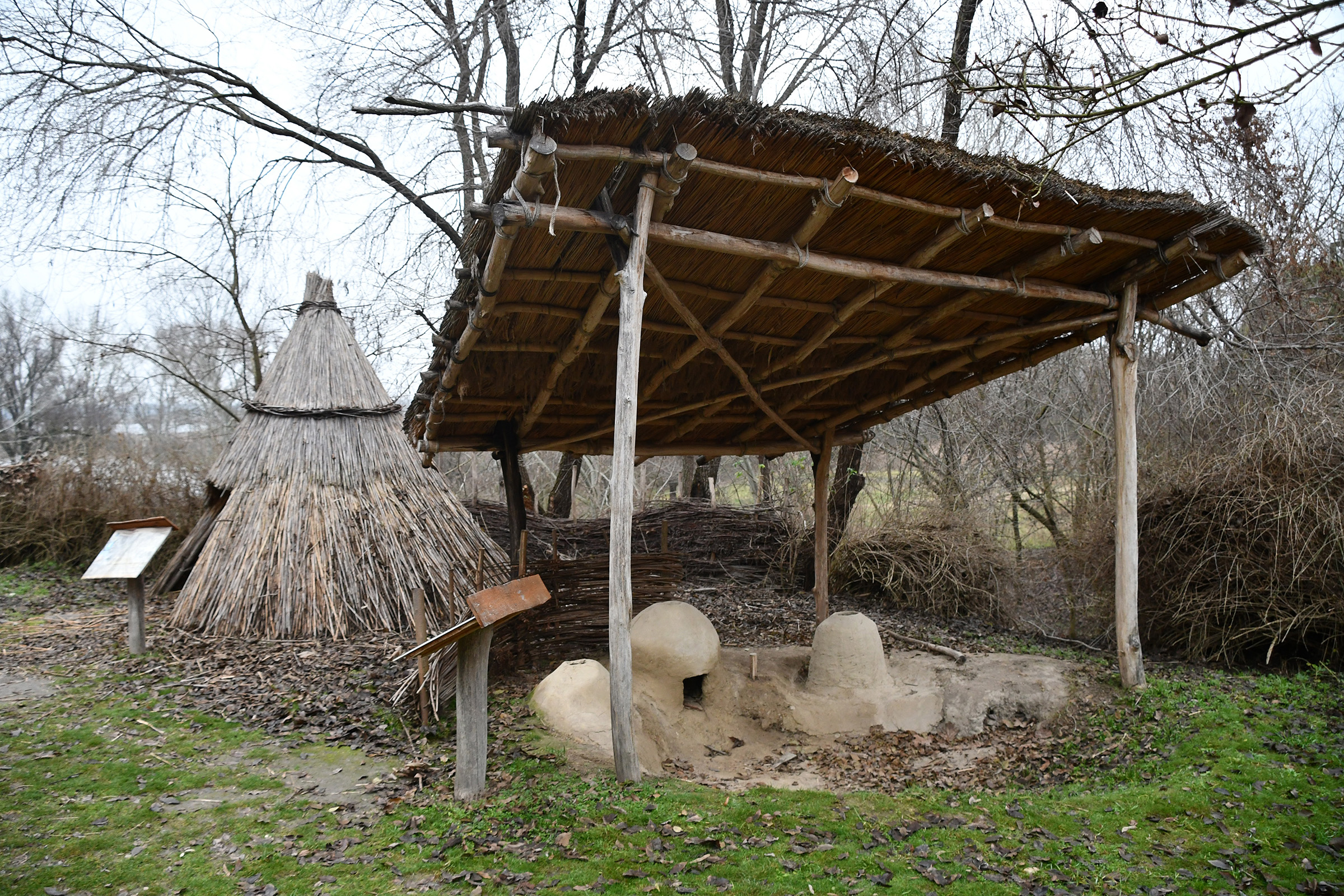
Freilichtmuseum (Siedlung aus der Árpádenzeit)
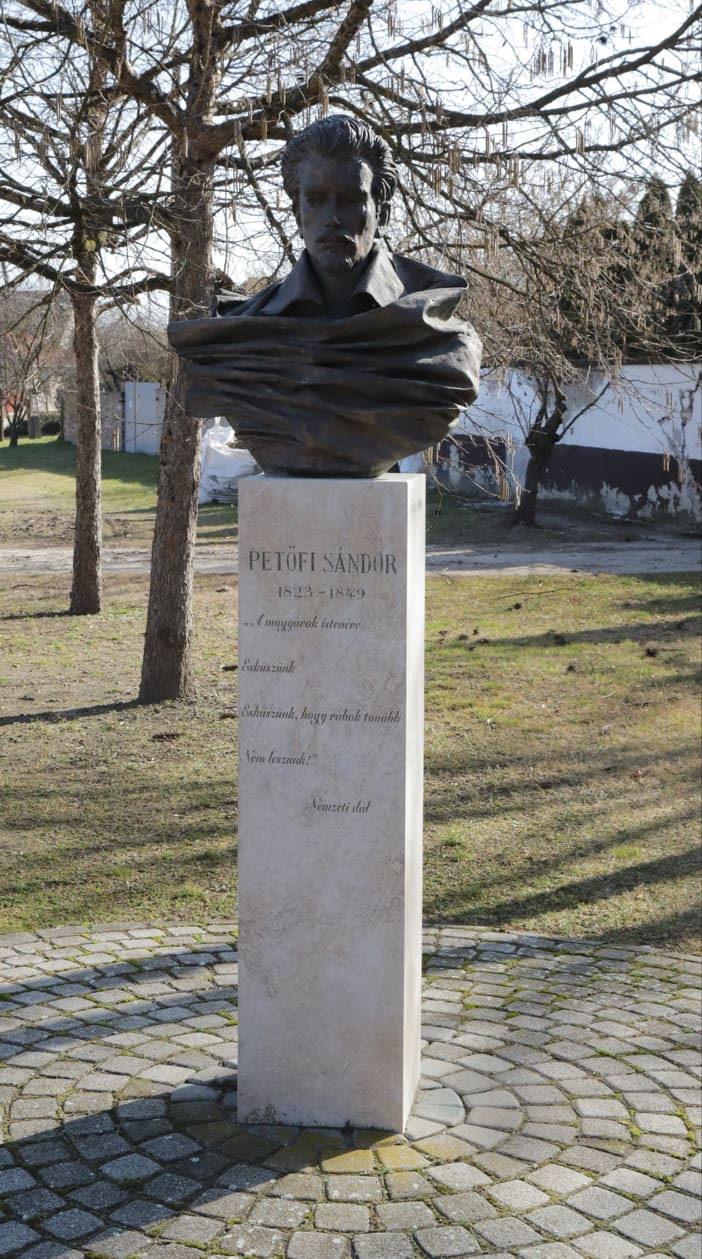
Sándor-Petőfi-Büste

## Verkehr
In Tiszaalpár treffen die Landstraßen Nr. 4501, Nr. 4502 und Nr. 4625 aufeinander. In der Großgemeinde gibt es drei Eisenbahnhaltestellen, Tiszaalpár felső, Tiszaalpár und Tiszaalpár alsó, und es bestehen Zugverbindungen nach Kiskunfélegyháza und Lakitelek. Weiterhin gibt es Busverbindungen nach Csongrád, Kiskunfélegyháza und über Lakitelek und Nyárlőrinc nach Kecskemét.